# Облога Києва (1658)
Облога Києва 23—24 серпня (2—3 вересня) 1658 року (відома також як «Скави́щизна» за назвою гори Щекавиці — «Скави́ця») — епізод військових дій напередодні московсько-козацької війни 1658—1659 років, у ході якого козацьке військо під проводом наказного гетьмана Данила Виговського намагалося вибити з Києва московську залогу, очолювану воєводами Юрієм Барятинським і Василем Шереметєвим. Битва завершилась перемогою московських військ.

## Напередодні битви
По смерті Богдана Хмельницького 27 липня (6 серпня) 1657 року почався період, який історики називають «Руїна». Колишній генеральний писар, Іван Виговський, на старшинській раді обрався наказним гетьманом, що деякі історики розглядають як державний переворот проти наступника Богдана, Юрія Хмельницького. Придушивши, підтримане Московським царством, повстання Пушкаря та Барабаша, Виговському довелося круто змінити зовнішню політику держави. Оскільки Березневі статті Богдана Хмельницького перестали діяти, то гетьман 6 (16) вересня 1658 року разом з Річчю Посполитою уклали Гадяцький договір. За ним Україна (під назвою «Велике князівство Руське») мала дістати ті ж права, що й Литва чи Польща, і приєднатися до Речі Посполитої як рівноправний член конфедерації («Речі Посполитої Трьох Народів»). Угода залишилася лише на папері, оскільки проти неї виступила і частина шляхти, що ратифікувала на сеймі урізаний варіант договору, і частина козацтва, що повстала проти гетьмана. Московія ж почала військову інтервенцію, яка згодом переросла в громадянську війну в Гетьманщині.
Гетьман Виговський керував військами, що діяли на північно-східній ділянці українсько-московського кордону, водночас у Києві вже 4 роки стояв московський гарнізон. Підтримка московським урядом загиблого на той час повстанця, полтавського полковника Мартина Пушкаря, та приїзд воєводи Григорія Ромодановського змусили гетьмана зібрати в Чигирині раду, після якої за московськими джерелами:
|  | …він гетьман … пішов на окольничого і воєводу на князя Григорія Григоровича Ромодановського для того, щоб йому видав Барабаша, і щоб великого государя воєводам у черкаських [козацьких] містах не бути; а буде де Барабаша не видасть і в містах воєводи будуть і він де гетьман до міст воєвод пустити не велить і вчинить битця; а братові де своєму Данилку Виговському та з ним полковником… з полками велів, зібрався, йти і стати під Києвом, і звелів послати до боярина і воєводи до Василя Борисовича Шереметєва з товаришами говорити, щоб вони з людей з Києва з государевими ратними людьми вийшли і йшли до Москви а буде де не вийдуть, і гетьман де звелів Київ осадити… оригінальний текст (староросійська) онъ, гетманъ … пошолъ на околничего и воеводу на князъ Григорья Григорьевича Ромодановского для того, чтобы ему выдал Барабаша, и чтобъ великого государя воеводамъ въ черкаских городѣхъ не быть; а будетъ де Барабаша не выдастъ и въ городѣхъ воеводы будутъ и онъ де гетманъ в городы воеводъ пустить не велитъ и учнетъ битца; а брату де своему Данилку Выговскому да съ нимъ полковникомъ … съ полками велѣлъ, собрався, итить и стать подъ Киевомъ, и велѣлъ послать къ боярину и воеводамъ къ Василью Борисовичю Шереметеву съ товарищи говорить, чтобы они изъ Киева зъ государевыми ратными людми вышли и шли къ Москвѣ а будетъ де не выдутъ, и гетманъ де велѣлъ Киевъ осадить… |

Основна мотивація особисто Виговського на той момент полягала у виданні йому заколотників антигетьманського виступу, зокрема кошового отамана Якова Барабаша, і примусу повернутися на територію Козацької держави всіх, хто втік на територію Московії. Проте, з погляду зміцнення самої держави та її автономії під протекцією суверена (короля Яна Казимира після підписання Гадяцької унії), потрібно було позбутися московських військ на території Гетьманщини, зокрема в її центрі, Києві, де гарнізон перетворився в повноцінну армію зі своїм замком.

## Сили сторін

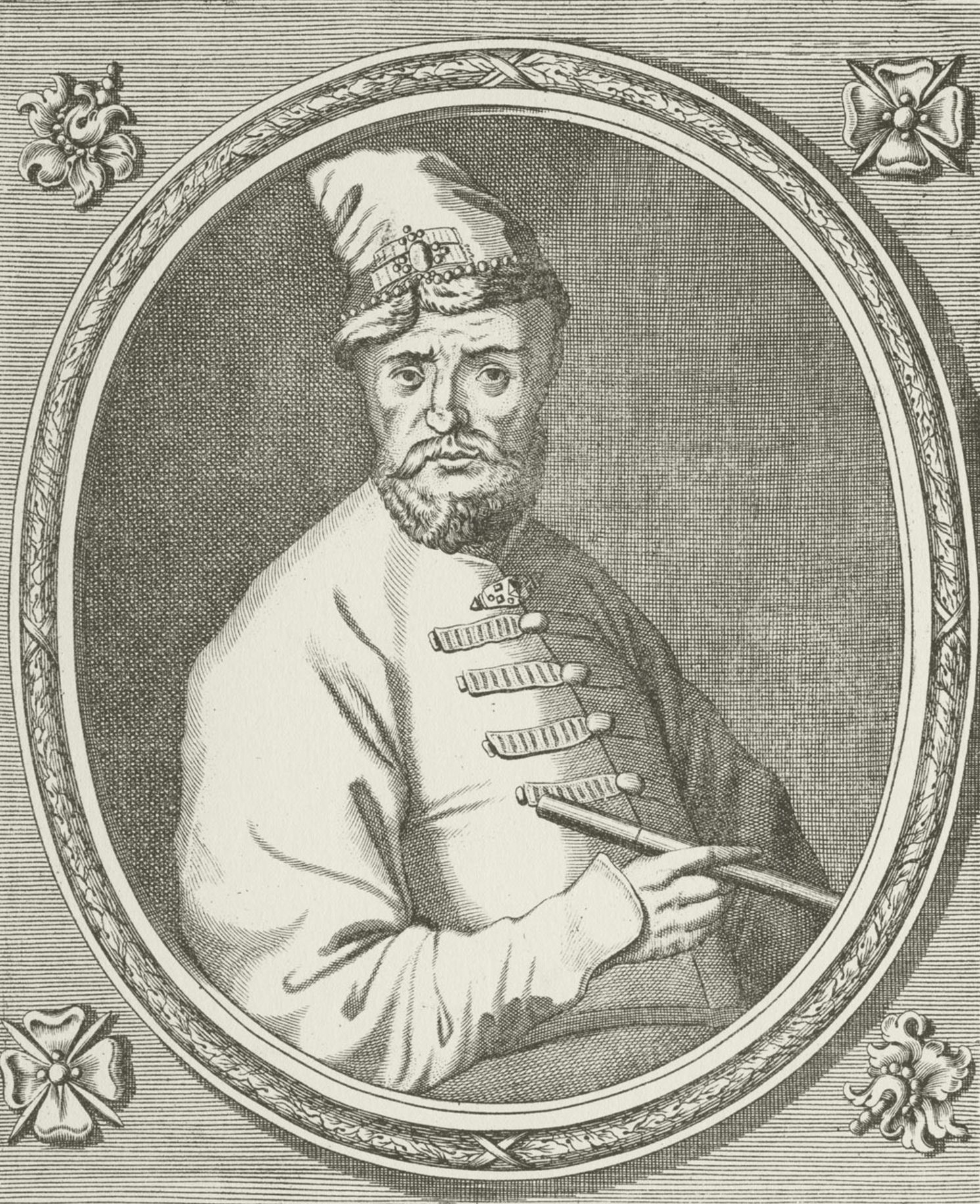
Воєвода Василь Шереметєв

Похід на Київ Іван доручив своєму братові, наказному гетьману Данилу Виговському, на виконання рішення згаданої вище ради в Чигирині. За планом гетьмана війська мали змусити московитів безкровно покинути місто й розібрати побудований замок, а якщо ті не погодяться — заблокувати гарнізон у місті. Перші козацькі загони почали з'являтися в околицях Києва 12 (24) серпня 1658 року. 18 (28) серпня (або 16 (26) серпня) на підступах до Києва були Білоцерківський, Брацлавський і Подільський полки. Зупинившись за річкою Либідь, за дві версти від міста, вони почали чекати основних сил. Воєвода Василь Шереметєв вислав роз'їзди, які вели розмову з білоцерківським полковником Іваном Кравченком. Зі слів московитів він заявив, що «вони прийшли під Київ із багатьма людьми за розказом гетьмана Івана Виговського; а татар де з ними нема; а буде де до них під Київ Данило Виговський; а татаров'я де буде з ним Данилом; а під Київ де вони прийшли і Данило буде для договору всяких справ». Пізніше підійшли ще два полки (паволоцький Івана Богуна та піхотний), а 23 серпня (2 вересня) під Київ з татарами підійшов і сам Данило Виговський. У виправі була залучена велика кількість козацьких полковників: київський Павло Яненко-Хмельницький, овруцький Василь Виговський (двоюрідний дядько Данила й Івана), паволоцький Іван Богун, подільський Остап Гоголь, брацлавський Іван Сербин, а також інші. Московські воєводи, звітували, що під булавою наказного гетьмана було «ратных людей 1500, татар, да Черкас и Левенцов 20 000», таким чином можна стверджувати, що гетьманські сили нараховували менше ніж 20 тисяч осіб.
Обороною керували московські воєводи Василь Борисович Шереметєв і Юрій Микитович Барятинський. Московський гарнізон на той час був, фактично, цілковитою армією. На початку липня, за наказом царя, воєвода Ромодановський надіслав у місто 1 тис. рейтар і 1 драгунський полк. Відтоді корпус військ під командуванням Шереметєва налічував за оцінкою російського історика Бориса Флорі близько 7 тис. вояків. Крім того, український історик Андрій Бульвінський відзначає участь у битві московських стрільців, а також солдатів під командуванням полковника Ніколауса фон Штадена (також відомого як Микола Фанстаден, рос. Николай Фанстаден), німецького найманця, що керував одним з полків «нового строю».
На бік московських військ перейшов київський наказний полковник Василь Дворецький із деякими козаками Київського полку. 5 (15) серпня він попередив Шереметєва, що Виговський має намір московські війська «осадити і голодом виморити і воду відібрати» після чого жителям міста було наказано покинути місто «щоб татаров'я та козаки їх не разорили».

## Бої23—24 серпня(2—3 вересня)

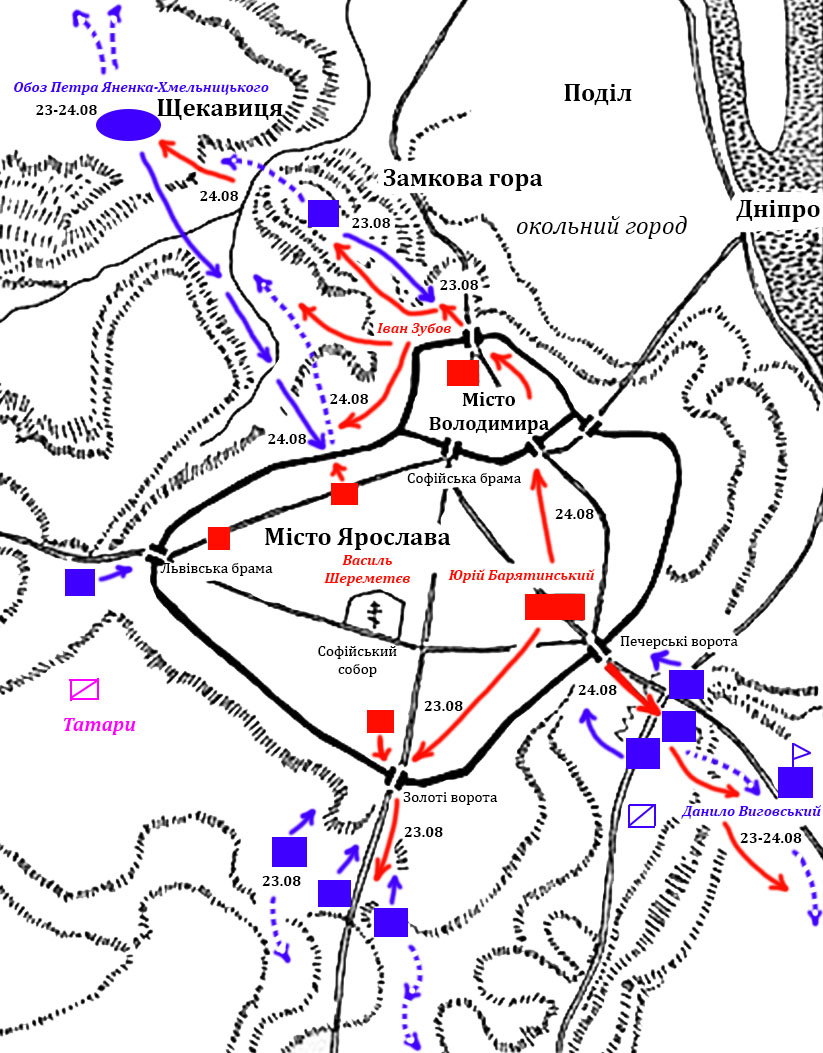
Схема боїв 23—24 серпня (2—3 вересня), складена російським істориком Бабуліним

Данило Виговський став табором попід Києво-Печерською лаврою, а Яненко-Хмельницький — неподалік Замкової гори на Щекавиці, таємно отримавши напередодні від київських міщан сім додаткових гармат. Наказний гетьман, сподіваючись на швидку перемогу, вирішив штурмувати місто. Пізніше полонені полковники стверджували, що Данило пішов всупереч гетьманському наказу блокувати місто і тим самим змусити воєвод покинути його, а не штурмувати. Однак, сам Іван Виговський казав московському послу, що штурм спричинив напад Шереметєва без причин на конвой, який супроводжував його брата.
23 серпня (2 вересня) 1658 року козаки почали штурм. Данило наказав Яненку запалити посад (окольний город), що київські козаки під його проводом сприйняли з ентузіазмом. Подібний фортель наказний гетьман вже робив під час успішного взяття Любліна 1655 року. Яненко вважав, «що він із полком своїм із табору свого з Щекавиці вчинить до міста приступати і з гармат стріляти та відіме де воду в Дніпрі та великого государя люди в той час здадутця». Яненко і Виговський одночасно почали атаку з двох сторін: Данило з козаками й татарами планував взяти місто через Золоті ворота, атакувавши від Либіді в сторону валу, а Павло зі сторони посаду та Замкової гори. Однак, московитам вдалось відкинути козацькі сили від міських стін.
Уночі від Лаври напроти Печерських воріт козаками Виговського копалися шанці для того, аби «де з міста до Дніпра річці не пропускати та воду відібрати». В одних шанцях було 300 козаків брацлавського полку під керівництвом Сербина, в інших — 500 козаків паволоцького і білоцерківського полків Богуна та Кравченка відповідно.
Наступного ранку, 24 серпня (3 вересня), московський гарнізон провів швидкий контрнаступ на Печерське містечко. Проти, засівших у шанцях козаків і обозу Данила Виговського Шереметєв відправив князя Барятинського на чолі рейтарів і полковника фон Штадена з солдатами. Козацько-татарські сили були розбиті, а частина козаків, рятуючись, потонули в Дніпрі. З іншої сторони міста Київський полк під проводом Яненка-Хмельницького спробував узяти штурмом новий вал: «зі свого обозу зі Щекавиці з Черкасами приступам до новоземного валу з усім своїм полком». Однак, там їх зустріли піхотинці під командуванням колишнього білоцерківського воєводи Григорія Сафонова. Останньому на допомогу встигли підійти рейтари Барятинського. За повідомленням московитів: «і піхоту, і кінних людей Київського полку Черкаси побив, а полковника Павла Єненка з коня збив, і його знам'я взяв». У полон потрапив татарин, який розповів про союз гетьмана з татарами. У результаті гетьманські сили були вимушені втікати.
У полон потрапило щонайменше 152 козаки. Московитам вдалося захопили бунчук, військову печатку, литаври й обоз, а також 48 «камчатих і тафтяних і дорогільних і кіндячних» знамен, 9 мідних і 3 залізних гармати, 233 ядра до них, 12 затинних пищалей, 3 бочки гарматного пороху.

## Подальші спроби захопити місто
Через кілька тижнів, 4 (14) вересня, Данило ще раз спробував заволодіти Києвом. Наказний білоцерківський полковник Половець з трьома сотнями козаків і татар підійшов під Київ і захопив 30 ратників і «дітей боярських». Водночас наказний гетьман збирав війська під Білою Церквою, а своєму дядьку, Василю Виговському наказав зосередитися з овруцьким полком і татарами в Мотовиловці. Шереметєв вислав підрозділи на чолі з Барятинським на Мотовилівку, щоб не дати з'єднатися Василю і Данилу. Овруцький полк змушений був відступити, а воєвода повернув назад і зупинився у Василькові. Вночі на нього напав Костянтин Виговський (генеральний обозний і третій брат Данила та Івана Виговських), який стояв на чолі великого з'єднання брацлавського та овруцького полків Сербина та Василя Виговського, а також татар Мансир-мурзи. Уранці козаки й татари були розбиті. У полон потрапили овруцький полковник Василь Виговський і брацлавський Іван Сербин.
Чергова спроба захопити Київ була здійснена Данилом 26—27 жовтня (5—6 листопада) 1658 року. У середині жовтня почалась підготовка до захоплення міста: за наказом Івана Виговського до Києва направилися Канівський і Переяславський полки. 26 жовтня (5 листопада) Данило «зібрався з багатьма черкаськими [козацькими] полками і з татари» почав атаку. Битва тривала два дні й московські війська «багатьох людей побили та в обоз погнали». Після цього гетьман вирішив особисто очолити війська й, здійснивши свій намір 9 жовтня (8 листопада), «бій був великий біля обозу гетьмана з ранку весь день до ночі». Урешті і ця спроба захопити Київ провалилася.

## Наслідки
По приїзду до гетьмана Івана Виговського царського посланця Василя Кікіна перший поклав усю відповідальність за військові дії на Шереметєва. Зі слів Кікіна, Виговський повідомив, що воєвода без причин напав на конвой, який супроводжував Данила Виговського. Останній же приїхав у Київ, щоб вести з ним переговори. Однак, у Москву на той час прийшло й інше повідомлення, датоване 30 серпня (9 вересня) від самого Шереметєва, який надсилав відписку з докладним описом усіх подій. Пізніше, 7 (17) жовтня воєвода надіслав ще один лист, побоюючись, що перший не дійде, де описав і другу спробу Данила захопити Київ.
Разом з тим у Москву поступали повідомлення з Білої Русі, де в ході кампанії Богдана Хмельницького Козацька держава встановила контроль на значних територіях проживання православного русинського населення. Як повідомляв воєвода Семен Змєєв, полковник Іван Нечай «бунти великі завів і дороги відібрав коло Могильова і велить, щоб русскіх людей [московитів] скрізь побивали до смерті». Події під Києвом і в Білій Русі відображені в повідомленнях Д. Остаф'єва московським послам. Заперечуючи спалення Києва, Остаф'єв повідомляв, що приходили «злодійські черкаси [козаки]» і татари, але Шереметєв їх переміг «і обози, і гармати, і прапори, і порох — усі взяли». Але, крім того, таємно Остаф'єв мав повідомити, що «Івашка Виговський зі своїми радники… [й Іван Нечай] …з товариші своїми… забувши Бога і до великого государя свої присяги, учинилися в зраді».
…безперервні війська свої на нас із свавільниками насилає і багато місць випалили й висікли, узявши за присягою і наругу на християни чинить, пуще бусурманів турків і жидів; лутчі та бути у турка, а ніж у москалів…

…безпрестанние войска свои на нас с своевольниками насилает и многие места выжгли и высекли, взяв за присягою и поругательство на християны чинит, пуще бусурманов турков и жидов; лутчи да быть у турка, а нежели у москалей…

На думку історика Юрія Мицика, поразка гетьманського війська призвела до провалу переговорів з царським урядом, а політичне становище Української козацької держави лише погіршилося. Будь-які поступки, до яких був готовий царський уряд після підписання Гадяцького договору, були зняті з порядку денного. Ще одним наслідком Данилової поразки стали криваві розправи воєводи Юрія Барятинського над жителями Київщини. Після втечі гетьманського війська воєвода почав полювати на «изменников», сплюндрувавши та випаливши околиці, порубав і повісив багато мирних мешканців.
Передчасний штурм Данилом Виговським Києва прискорив переростання дрібних сутичок між козаками та московитами в повномасштабні воєнні дії. Саме ця битва разом з діями воєводи Ромодановського на Лівобережжі ознаменували початок московсько-козацької війни 1658—1659 років.

## Оцінки
Український історик Юрій Мицик відзначає, що козацькі сили були розпорошені, що було однією з головних помилок нападників, крім того, попри участь у битві багатьох прославлених воєначальників (зокрема Богуна) він вважає, що загалом козацьке військо було недостатнім для штурму такого міста як Київ. Андрій Бульвінський причиною «дошкульної поразки» Данила Виговського називає «непродумані й авантюрні» дії останнього. На його думку, Данило повів на штурм добре укріпленого міста з великим гарнізоном козаків, що не сприймали цю битву у своїх власних інтересах, а в інтересах гетьманської старшини, тож билися з неохотою й за можливості втікали. Замість блокування московських військ у Києві, наказний гетьман, навпаки, дав їм свободу дій.
Думку про наслідки проведеного штурму всупереч первинному задуму Івана Виговського разом з Бульвінським підтримує й російський історик Борис Флоря. На його думку, первинні вимоги гетьмана Івана Виговського щодо передачі повсталого кошового Барабаша й повернення в Україну всіх, хто втік на територію Московії могли б бути виконані, але цьому завадила спроба захопити Київ Данилом.